# Кіркова речовина надниркової залози
Кіркова речовина надниркової залози – поверхневий шар паренхіми надниркової залози, що складається з перпендикулярно орієнтованих до поверхні надниркової залози ендокриноцитів. В кірковій речовині синтезуються переважно мінералокортикоїди (наприклад альдостерон, дезоксикортикостерон).

## Гістологія
Клітини кіркової речовини характеризуються вираженою ендоплазматичною сіткою, комплексом Гольджі; мітохондрії мають тубулярні кристи. Кіркова речовина поділяється гістологічно на 3 морфофункціональні зони (шари): клубочкову, пучкову, сітчасту. Між цими шарами визначаються малодиференційовані клітини, що беруть участь в регенерації клітин кіркової речовини.

### Клубочкова зона кіркової речовини
Клубочкова зона – поверхневий шар кіркової речовини надниркової залози. Клубочкова зона складається з дрібних полігональних клітин, що формують клубочки. В клубочковій зоні синтезується альдостерон, що регулює вміст натрію в організмі завдяки підвищенню реабсорбції натрію в дистальному канальці нефрону.

### Пучкова зона кіркової речовини
Пучкова зона – середній шар кіркової речовини, що формують великі клітини, розміщені паралельними рядами. Клітини пучкової зони мають кубічну або призматичну форму та світлу або темну цитоплазму. В цій зоні відбувається синтез переважно глюкокортикостероїдів (наприклад 11-деоксикостерон, кортикостерон, кортизол в організмі людини), що беруть участь в регуляції обмінних процесів (обмін вуглеводів, білків, енергетичний обмін). Також синтезуються андрогени – дегідроепінадростерон та андростендіол.

### Сітчаста зона кіркової речовини
Сітчаста зона – найглибший шар кіркової речовини полігональної або округлої форми, що формують розгалужені пучки. В цій зоні відбувається синтез таких стероїдних гормонів як дегідроепіандростерон та андростендіол (попередник тестостерону), дегидроепіандростерон-сульфат.

## Регуляція
Функції клітин клубочкової зони кіркової речовини регулює ренін-ангіотензинова система. Функції клітин пучкової та сітчастої зон кіркової речовини регулюються адренокортикотропним гормоном (АКТГ), що синтезується в гіпофізі.

## Патологічні стани
З кіркової речовини надниркової залози можуть утворюватись адренокортикальна аденома та адренокортикальна карцинома.